# Лайя, Жан-Луи
Жан-Луи́ Лайя (фр. Jean-Louis Laya; 4 декабря 1761, Париж — 25 августа 1833, Мёдон) — французский драматург, поэт, литературный критик, педагог, профессор истории литературы и французской поэзии в Сорбонне. Член Французской академии (кресло № 25) с 1817 по 1833 год.

## Биография
Дебютировал как драматург в возрасте 24 лет, когда в написал в сотрудничестве с поэтом Габриэлем-Мари Легуве (1785) свою первую комедию, принятую в репертуар парижского театра Комеди-Франсез, которая так и не была поставлена на сцене.
В 1786 году издал вместе со своим другом Легуве сборник стихотворений «Essais de deux amis».
В 1789 году в 5-актной трагедии «Жан Калас», посвящённой купцу-протестанту из Тулузы, погибшему под пытками по лживому обвинению 10 марта 1762 года, призвал к религиозной терпимости. В 1793 году во время процесса над королём Людовиком XVI поставил на сцене Театра Нации пьесу «Ami des lois», протестующую против «власти толпы» и высмеивающую в лице завуалированных персонажей Робеспьера и Марата, которая стала самым известным произведением драматурга. Через десять дней после дебюта пьеса была запрещена Парижской коммуной, но по требованию народа и с разрешения Конвента пьесу играли ещё девять дней под охраной 30 000 парижан, дежуривших у театра.
После казни короля Лайя нескольких парижан, у которых была найдена копия его пьесы, были приговорены к гильотинированию. Драматург вынужден был уйти в подполье.
После окончания эпохи террора Французской революции (9 термидора II года) Лайа возобновил литературную деятельность и в 1797 году поставил пьесу «Les Deux Stuarts», а в 1799 году — «Falkland», где ведущую роль блистательно исполнял знаменитый актёр Ф. Ж. Тальма.
В 1813 году занял место умершего Жака Делиля на посту профессора кафедры истории литературы и французской поэзии в Сорбонне.
7 августа 1817 года был избран членом Французской Академии, был членом Комиссии словарей.
Его сын, Леон Лайя (1810—1872), тоже был драматургом.
Похоронен на кладбище Пер-Лашез.

## Избранные произведения
Пьесы
- 1790: Les Dangers de l’opinion, drama in 5 acts, in verse, Théâtre de la Nation
- 1790: Jean Calas, tragedy in 5 acts and in verse, Paris, Théâtre de la Nation
- 1793: L’Ami des lois, comedy in 5 acts in verse, Paris, Théâtre de la Nation
- 1798: Falkland, ou La conscience, drama in five acts in prose, Paris, Théâtre-Français
- 1799: Une Journée du jeune Néron, comedy burlesque in 2 acts and in verse, Paris, Théâtre de l’Odéon

Проза
- 1789: Voltaire aux Français, sur leur constitution
- 1789: La Régénération des comédiens en France, ou leurs droits à l'état civil
- 1790: Les dangers de l’opinion

- 1793: Almanach sur l'état des comédiens en France, ou leurs droits défendus comme citoyens, par l’auteur de «L’Ami des lois»
- 1836: Œuvres complètes. Études sur l’histoire littéraire de l’antiquité grecque et latine, et sur les premiers siècles de la littérature française
- 1795: Rapport sur les papiers trouvеs chez Robespierre et ses complices
- 1799: Essai de deux amis
- 1799: Les derniers moments de la prеsidente de Toursel
- 1799: Une journеe du jeune Nеron
- 1799: Еpitre d, un jeune cultivateur elu depute
- 1801: Essai sur la satire
- 1807: Eusеbe, hеroide
- 1821: Falkland ou la conscience